# Усть-Янский улус
Усть-Я́нский улу́с (райо́н) (якут. Усуйаана улууһа) — административно-территориальная единица (улус или район) и муниципальное образование (муниципальный район) в Республике Саха (Якутия) Российской Федерации.
Административный центр — посёлок городского типа Депутатский.

## История
Район образован в 1930-е годы. 18 июля 1959 года район был упразднён, а его территория разделена между Булунским и Верхоянским районами. 30 декабря 1966 года район был восстановлен.

## География
Расположен район на севере Якутии. Площадь — 120,3 тыс. км². По территории улуса протекают реки Яна, Омолой, Чондон и др. Крупнейшие озёра: Бустах, Оротко, Кубуй. Улус имеет выход к морю Лаптевых.

## Население
| 1970   | 1979    | 1989    | 2002    | 2007  | 2009  | 2010  | 2011  | 2012  |
| ------ | ------- | ------- | ------- | ----- | ----- | ----- | ----- | ----- |
| 15 436 | ↗24 845 | ↗41 265 | ↘10 009 | ↘9191 | ↘8458 | ↘8056 | ↘8051 | ↘7811 |
| 2013   | 2014    | 2015    | 2016    | 2017  | 2018  | 2019  | 2020  | 2021  |
| ↘7565  | ↘7359   | ↘7244   | ↘7242   | ↘7202 | ↘7075 | ↘7028 | ↘7008 | ↘6810 |
| 2022   | 2023    |         |         |       |       |       |       |       |
| ↘6786  | ↗6809   |         |         |       |       |       |       |       |

### Урбанизация
В городских условиях (пгт Депутатский, Нижнеянск и Усть-Куйга) проживают 51,76 % населения района.

### Национальный состав
По переписи 2002 года: русские — 4547 человек (45,44 %), якуты — 3772 человек (37,69 %), эвены — 1070 человек (10,69 %), (8,88 %) и другие национальности — 731 человек (7,3 %).

## Муниципально-территориальное устройство
Усть-Янский улус (район), в рамках организации местного самоуправления, включает 10 муниципальных образований, в том числе 3 городских поселения и 7 сельских поселений (наслегов):
| №  | Муниципальное образование                | Административный центр | Количество населённых пунктов | Население (чел.) | Площадь (км²) |
| -- | ---------------------------------------- | ---------------------- | ----------------------------- | ---------------- | ------------- |
| 1  | посёлок Депутатский                      | пгт Депутатский        | 1                             | ↗2637            | 12,78         |
| 2  | посёлок Нижнеянск                        | пгт Нижнеянск          | 1                             | ↘207             | 1,55          |
| 3  | посёлок Усть-Куйга                       | пгт Усть-Куйга         | 1                             | ↗680             | 4,88          |
| 4  | Казачинский национальный наслег          | село Казачье           | 1                             | ↗1188            | 9362,87       |
| 5  | Омолойский национальный наслег           | село Хайыр             | 1                             | ↗419             | 16 723,58     |
| 6  | Силянняхский национальный наслег         | село Сайылык           | 1                             | ↘550             | 23 064,63     |
| 7  | Туматский национальный наслег            | село Тумат             | 1                             | →489             | 20 438,50     |
| 8  | Усть-Янский национальный наслег          | село Усть-Янск         | 1                             | ↘257             | 13 229,10     |
| 9  | Уяндинский национальный наслег           | село Уяндино           | 1                             | ↗142             | 18 253,08     |
| 10 | Юкагирский национальный (кочевой) наслег | село Юкагир            | 1                             | ↗128             | 19 187,11     |

Все наслеги в Усть-Янском улусе имеют статус национальных.

### Населённые пункты
В Усть-Янском улусе 10 населённых пунктов.
| №  | Населённый пункт | Тип  | Население | Муниципальное образование                |
| -- | ---------------- | ---- | --------- | ---------------------------------------- |
| 1  | Депутатский      | пгт  | ↗2637     | посёлок Депутатский                      |
| 2  | Казачье          | село | ↗1188     | Казачинский национальный наслег          |
| 3  | Нижнеянск        | пгт  | ↘207      | посёлок Нижнеянск                        |
| 4  | Сайылык          | село | ↘550      | Силянняхский национальный наслег         |
| 5  | Тумат            | село | →489      | Туматский национальный наслег            |
| 6  | Усть-Куйга       | пгт  | ↗680      | посёлок Усть-Куйга                       |
| 7  | Усть-Янск        | село | ↘257      | Усть-Янский национальный наслег          |
| 8  | Уяндино          | село | ↗142      | Уяндинский национальный наслег           |
| 9  | Хайыр            | село | ↗419      | Омолойский национальный наслег           |
| 10 | Юкагир           | село | ↗128      | Юкагирский национальный (кочевой) наслег |

У Янского залива находилась бывшая рыбацкая деревня Куогастах.
Упразднённые населённые пункты:
- 1998 год — поселки Омчикандя Уяндинского национального наслега; Тастах Силянняхского национального наслега; Власово, Кулар, Энтузиастов, Тенкели[29].

- 2005 год — посёлок Северный.

## Экономика
Основа экономики улуса — добыча олова и золота, рыбопереработка, оленеводство и звероводство.

## Охрана природы
В 2010 году на территории улуса был создан палеонтологический региональный государственный природный заказник Янские мамонты.

## Достопримечательности
- В 2001 году на месте, где геолог Михаил Дашцерен ранее обнаружил орудие из кости шерстистого носорога, была обнаружена Янская стоянка — самый северный памятник палеолита. Находка была сделана 120 км от устья Яны на второй 18-метровой террасе, в районе посёлка золотодобытчиков Северный, ликвидированного в 2004 году[31]. По данным палеогенетиков, популяция северо-восточных сибиряков (Ancient North Siberians, ANS), представленная обитателями Янской стоянки, отошла ~38 тыс. лет назад от западных евразийцев, вскоре после того, как последние отделились от восточных азиатов. Между 20 и 11 тыс. лет назад население ANS было в значительной степени заменено народами с предками из Восточной Азии[32].
- В 2011 году жители села Тумат обнаружили в ледяной линзе вечной мерзлоты на крутом яре озёрного берега долины реки Сыалах[33] мумию трёхмесячной туматской собаки, жившей ок. 13 тысяч лет назад[34][35].
- В 2013 году у подножья Полуосного кряжа в бассейне реки Чондон, в 66 км к юго-западу от посёлка Тумат был найден чондонский мамонт, умерший в возрасте 47—50 лет[36].
- 13 августа 2015 года в вечной мерзлоте на берегу реки Салах недалеко от деревни Тумат была найдена мумия ещё одного щенка, у которой хорошо сохранился промежуточный мозг, мозжечок и гипофиз[37].
- На полуострове Буор-Хая находится позднепалеолитическое (27 тыс. л. н.) местонахождение Буор-Хая/Орто-Стан (Buo-OSR), где на костях мамонта обнаружены следы разделки тяжёлым инструментом и несколько линий, процарапанных каменным орудием[38].
- На левом берегу Яны у обнажения Мус Хая («Сопливая гора») в устье безымянной реки (70°43' с. ш. 135°24' в. д.) обнаружены костные остатки нескольких мамонтов вида Mammuthus primigenius[39].
- Исследование желудка лошади, которая жила на берегу моря Лаптевых в местности Ойогос-Яр 5400 лет назад, показало, что лошадь из Ойогос-Яра питалась в основном злаками. Комбинированные данные указывают на открытый ландшафт прибрежной тундры, где доминируют злаки (Poaceae, Cyperaceae) с ограниченным количеством берёзы и ольхи[40].
- Ойогос-Яр — самый северный метеорит в России (73° с. ш.) и первый хондрит, найденный на северо-востоке СССР в 1990 году[41].
- Мамонтёнок Юка был обнаружен в местности Ойогосский яр в 2010 году членами общины Юкагир на южном побережье моря Лаптевых. Кроме того, там же обнаружили тушу лошади возрастом 4600±35 лет, предположительно вида Equus lenensis[42].
- В 2015 году в Усть-Янском районе была найдена фаланга мамонта, подвергшаяся воздействию огня[43].